# Eulithis nubilata
Eulithis nubilata là một loài bướm đêm trong họ Geometridae.